# Agamihejre
Agamihejre (latin: Agamia agami) er en fugleart, der lever i Mellemamerika og Amazonas.